# Седова, Ирина Николаевна
Ирина Николаевна Седова (род. 24 мая 1972 года, Щёлково, Московская область, РСФСР, СССР) — российский искусствовед, член-корреспондент РАХ (2022).

## Биография
Родилась 24 мая 1972 года в Щёлково Московской области, живёт и работает в Москве.
В 1996 году — окончила отделение композиции Российской академии музыки имени Гнесиных, в 2012 году — окончила курс культурология и искусствоведение Института истории культур.
С 2012 по 2016 годы — научный сотрудник отдела исследования творчества А. С. Голубкиной, с 2016 года — заведующая отделом скульптуры Государственной Третьяковской галереи.
С 2011 года — член Творческого союза художников России, с 2018 года — член Ассоциации искусствоведов.
В 2019 году — защитила кандидатскую диссертацию: «Митрофан Рукавишников: от становления мастера до скульптурной династии. Творческая личность в художественном процессе эпохи».
В 2022 году — избрана членом-корреспондентом Российской академии художеств от Отделения искусствознания и художественной критики.

## Творческая деятельность
Специалист по творчеству скульптора, графика, театрального художника М. С. Рукавишникова (1887—1946).
Основные научные труды.
- монографии: альбом-каталог «Митрофан Рукавишников» (М., 2017 г.); «Митрофан Рукавишников и традиция семейного наставничества. К истории московской скульптуры XX века» (М., БуксМАрт, 2020 г.); коллективная монография «От эксперимента к монументальному образу. Александр Рукавишников: скульптурная мастерская как творческая лаборатория» // «Искусство скульптуры в XX‒XXI веках: мастера, тенденции, проблемы» (М., 2017. с. 385‒393).
- каталоги: выставки произведений мастеров Московской скульптурной школы «Приношение…», выпущенный в связи с одноимённым проектом, посвященным 150-летию со дня рождения А. С. Голубкиной в Зарайске (составитель, автор вступительной статьи «Приношение…» И. Н. Седова; Зарайск, 2014 г.); выставки «Пять измерений» (составитель, автор вступительной статьи «Грани пластического — область неизведанного» И. Н. Седова. М., 2017 г.); персональной выставки А. И. Рукавишникова «Скульптор Александр Рукавишников» (составитель, автор вступительной статьи. М., БуксМАрт, 2020 г.); выставки «„Я и Они“. Борис Кочейшвили» (автор вступительной статьи «Пластика Бориса Кочейшвили». М., 2021 г.) в Государственной Третьяковской галереи; каталог Вячеслава Потапина «Вячеслав Потапин. Линия жизни. Скульптура» (вступительное эссе «Памяти скульптора». Нижний Новгород, 2022 г. с.4.).